# NN-3
La carretera NN-3 es una vía clasificada como carretera departamental de carácter vecinal (C.V.) en el occidente de Nicaragua. Recorre un tramo de aproximadamente 29,6 km en el departamento de Chinandega, uniendo el centro de Chinandega con el municipio de El Viejo.

## Trazado
La NN-3 comienza al norte en Chinandega, intersectando con la NIC-12 y NIC-24B, y desciende hacia el sur pasando por comunidades como Los Encuentros, Rancherías, y Santa Catalina, antes de finalizar en el casco urbano de El Viejo.

## Estado y características
Esta carretera fue inaugurada tras una rehabilitación mayor realizada por el MTI en el año 2008. El tramo se encuentra pavimentado y constituye una vía estratégica para la economía agrícola y comercial de la zona, así como para el acceso al Santuario de Jesús del Rescate en El Viejo.